# Áreas protegidas de Mauricio

Mapa de Mauricio e isla Rodrigues

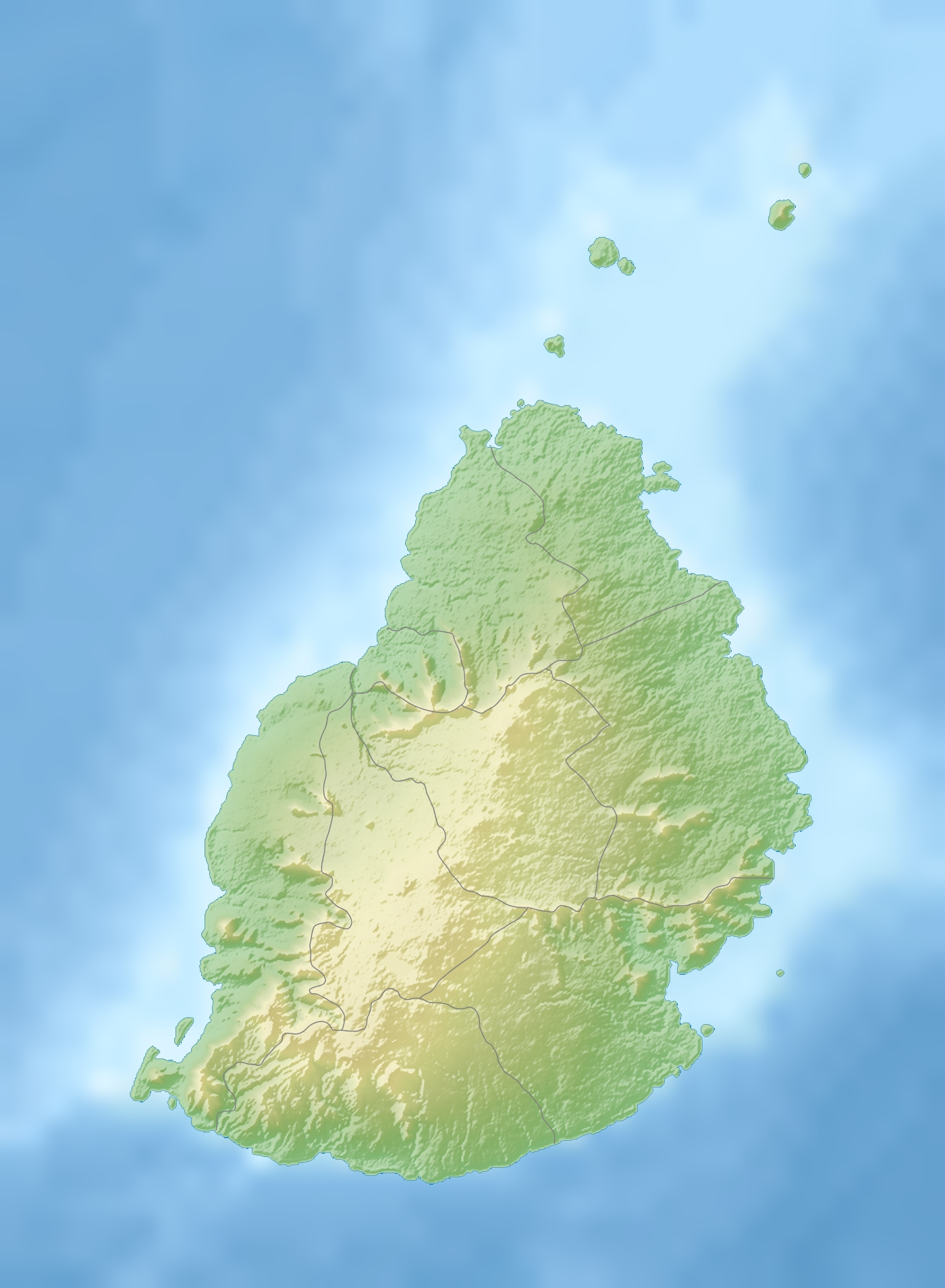
Mapa topográfico de Mauricio

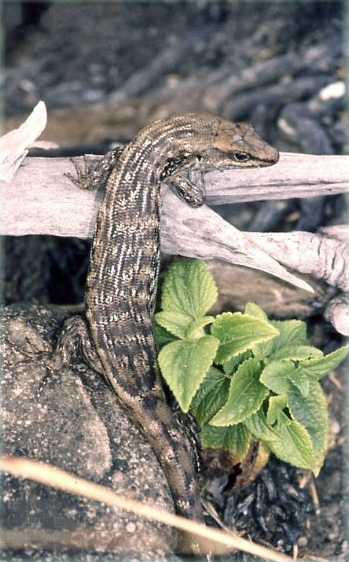
Leiolopisma telfairi endémico de la isla Redonda.

En Mauricio, en 2020, hay 44 áreas protegidas que cubren 97 km², el 4,73 % de la superficie de la isla de 2062 km², y 50 km² de superficie marina del total de 1.280.068 km² que pertenecen a la república. En este conjunto hay, según la IUCN, 2 parque nacional (Gargantas del Río Negro y Bras d'Eau), otro parque nacional dividido en 8 islotes, 2 parques marinos (Balaclava y Blue Bay), 1 jardín endémico (valle de Osterlog), 2 reservas de tortugas (las islas de la Perla y de Fregate), 1 monumento antiguo (isla de la Passe), 6 reservas pesqueras y 18 reservas naturales. También hay 1 reserva de la biosfera de la Unesco (MaccabeeBel Ombre) y 3 sitios Ramsar.
Mauricio tiene el tercer arrecife de coral más largo del mundo, con 150 km rodeando una laguna de 240 km². Hay unas 160 especies de coral duro identificados en 43 arrecifes en torno a la isla. Entre los años 2002 y 2003 se produjo un blanqueamiento importante por el calentamiento de las aguas marinas.[cita requerida]

## Parques nacionales
- Parque Nacional Gargantas del Río Negro, 67,54 km², en el sudoeste, bosques altos húmedos, bajos más secos y matorrales. Mamíferos de las islas mascareñas, como el tenrec común y el murciélago de la fruta de Mauricio. Entre las aves, fetontiformes, cernícalos, cotorra de Mauricio, paloma de Mauricio, oruguero de Mauricio, bulbul de Mauricio, anteojitos gris de Mauricio, anteojitos de las Mascareñas y fodi de Mauricio.[2]

- Parque nacional Bras d'Eau, 49,72 km², costa norte, cerca de Poste Lafayette. Comprende una zona de manglares y una zona de recuperación del bosque original de la isla con Diospyros egrettarum, Diospyros melanida, Sideroxylon boutonianum, helechos como Doryopteris pilosa y el acuático Acrostichum aureum.[3]

- Parque nacional Islets o de los islotes, dividido en los ocho islotes que lo forman en la barrera de coral que rodea Mauricio: Pigeon Rock (1 ha), Isla de Ámbar (la única grande, con 128 ha), Roca de los Pájaros, isla de los Locos, isla Vacoas (1 ha), isla Fouquet (2 ha), islote Flamants (1 ha) e isla de los Pájaros (1 ha). Susbsisten algunos manglares y algunas palmeras latán.[cita requerida]

## Parques marinos
- Parque marino Balaclava, 4,85 km². Primer parque nacional marino proclamado en 1998 en la costa noroeste para conservar 430 organismos marinos diferentes y 180 tipos de coral.[4]

- Reserva natural marina Bahía Azul/Le Chaland, 3,53 km². En el sudeste de la isla, como parque marino es sitio Ramsar, conocido por sus variedades de coral  (Lobophyllia sp.) de hasta 1000 años de antigüedad y 5 m de diámetro. Se han catalogado unas 38 especies de coral y 72 especies de peces tropicales, entre ellos pez mariposa, pez cirujano, pez coral banderín, pez fusilero, pez cometa, damisela, pez loro, lábrido arcoíris, sargento mayor, anémona de mar y pez payaso.[5]

## Reservas de pesca

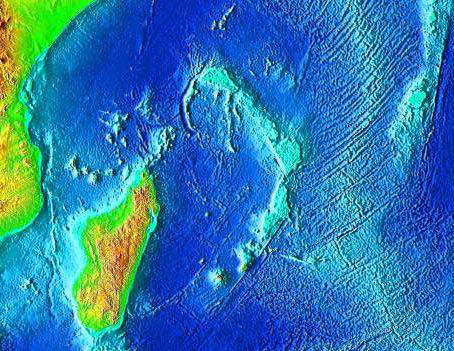
Topografía de la meseta de las Mascareñas, formando un arco al este de Madagascar. Se caracteriza por tener profundidades entre 8 y 150 m, en contraste con los alrededores, que descienden hasta los 4000 m de profundidad.

Mauricio tiene una zona económica exclusiva (EEZ) de 1,9 millones de km² que se extiende desde las costas de la isla de Mauricio hasta isla Rodrigues, Cargados Carajos, Agalega, Tromelin y el archipiélago de Chagos. Esta zona incluye un buen número de peces, incluyendo los peces pelágicos y demersales. Los recursos pesqueros se explotan generalmente por  medios artesanales, pero también se practica la pesquería demersal en los bancos de peces de la meseta de las Mascareñas y el archipiélago de Chagos, y la pesca del atún en el océano Índico occidental. En las costas de Mauricio hay 61 puertos pesqueros para la pesca artesanal, que se practica en las lagunas y las cercanías de los arrecifes, con unos 2000 barcos en Mauricio y unos 900 en Rodrigues. Las principales especies capturadas son los letrínidos, escaros, siganos y salmonetes. La mayor fuente de pescado congelado es una zona de la meseta de las Mascareñas a unos 500 km al norte de Mauricio, entre 30 y 60 m de profundidad en el grupo de islas Cargados Carajos, en el banco de Saya de Malha, en el banco de Nazareth y en el banco de Albatross, que son como atolones sumergidos.
- Port Louis, 331 ha, desde Martello Tower en pointe aux Sables hasta Fort Georges.[7]
- Poudre d'Or, 2542 ha, al nordeste de la isla de Mauricio, cerca de la isla de Ambre.
- Poste Lafayette
- Trou d'eau douce
- Black River, 797 ha, desde Petite Casa Noyale hasta Tamarin. Puede ser considerada también parque marino y reserva marina.[8]

## Reservas naturales

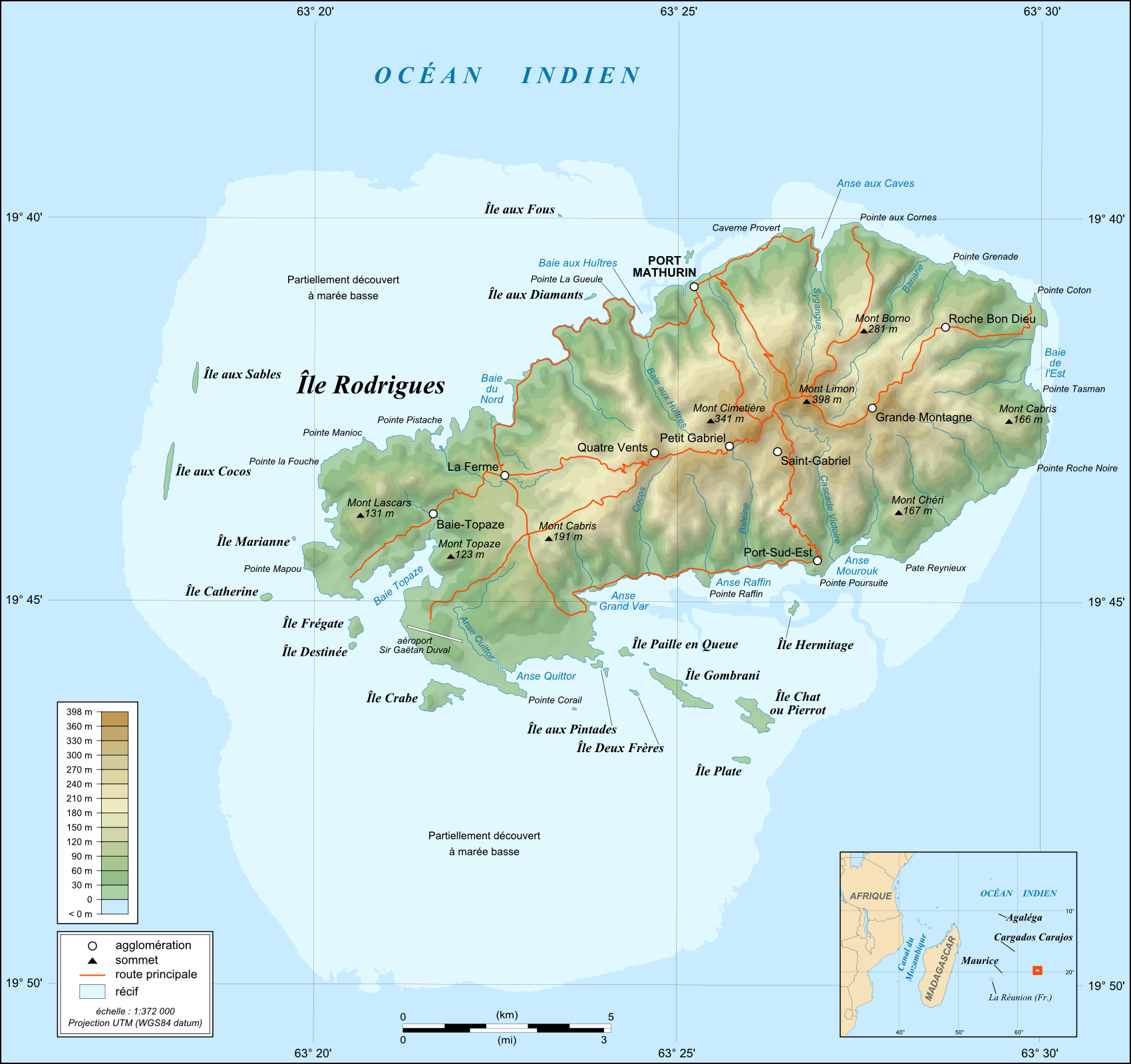
Mapa topográfico de la isla Rodrigues.

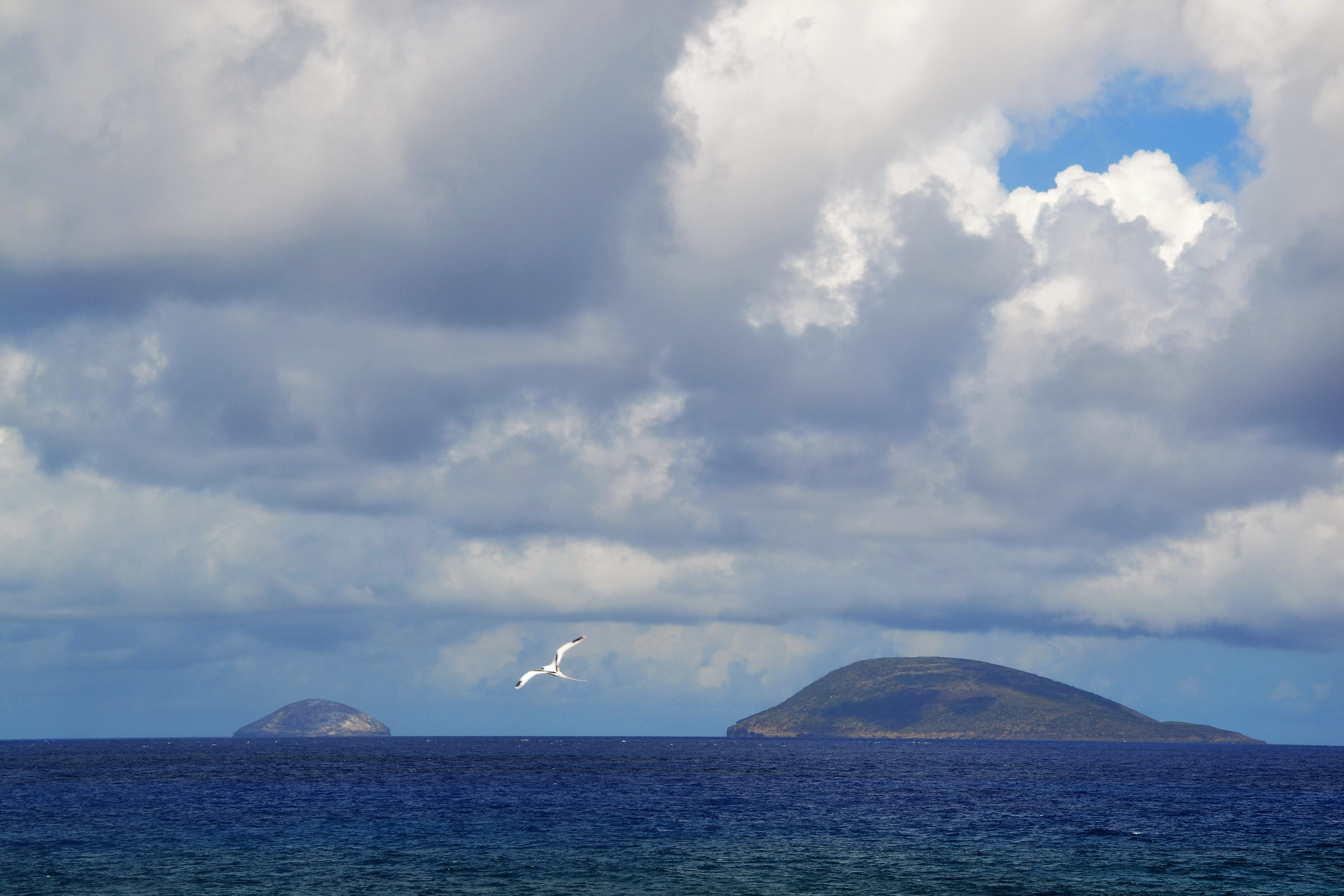
Isla Redonda e isla Serpiente, en Mauricio.

- Isla Redonda, 2,22 km², mitad occidental de la isla, situada al norte de Mauricio. El más conocido de los cinco islotes septentrionales de Mauricio, contiene la última población conocida de varias especies. Es un islote semicircular formado por lechos de toba soldada, con pendientes muy pronunciadas. Parte de la isla carece de suelo, debido a la erosión del viento y el agua, junto con el ramoneo por animales exóticos a la isla, como las cabras y los conejos. La roca desnuda aparece esculpida en voladizos, pequeñas cuevas y pedestales, con algo de vegetación muy degradada de la sabana de palma que dominaba las áreas de costa del norte y el oeste de Mauricio. En la década de 1980, fueron erradicados conejos y cabras, con la consiguiente recuperación. El acceso a la reserva está prohibido. Abundan las aves marinas, entre ellas la pardela del Pacífico y diversas especies de petreles. Hay varios invertebrados endémicos, entre ellos Scolopendra abnormis y Asterolecianum dictyospermae. Entre las especies raras de plantas, las palmas Latania loddigesii, Dictyosperma album var. conjugatum y Hyophorbe lagenicaulis, además de Lomatophyllum tormentorii y Pandanus vandermeerschi. Entre los reptiles, Phelsuma guentheri, Leiolopisma telfairi, Casarea dussumieri, Nactus serpensinsula y Gongylomorphus bojerii. Toda la isla es un IBA, área de importancia para las aves de interés internacional.[9]
- Reserva natural de Perrier, 2 ha, al sudoeste de Curepipe, en el centro. Pequeña reserva que protege plantas indígenas y bosque primario, en las tierras altas centrales de Mauricio. Entre las plantas endémicas, Diospyros revaughanii, Noronhia macrophylla (unas o dos plantas supervivientes), Syzygium commersonii, Tambourissa peltata, Croton vaughanii, Erythrospermum monticulum, Chionanthus boutoni (solo dos plantas) y la rara Trochetia blackburniana. La vegetación tipo de bosque húmedo de Mauricio está dominada por Sideroxylon, cuyas semillas se usan para rehabilitar zonas adyacentes, sobre todo Sideroxylon puberulum, un árbol de unos diez metros de altura que localmente es conocido como mangle rojo, aunque no es un manglar.
- Corps de garde, 90 ha, al este del embalse de La Ferme, al oeste de la isla. Es una montaña de 720 m de altura de origen volcánico, en el distrito de Black River, al oesudoeste. El nombre viene del puesto de control que situaron aquí los franceses para controlar a los esclavos fugitivos. La montaña cae abruptamente sobre el mar. Entre las especies raras: Ruizia parviflora, Hibiscus fragilis y Pilea trilobata.

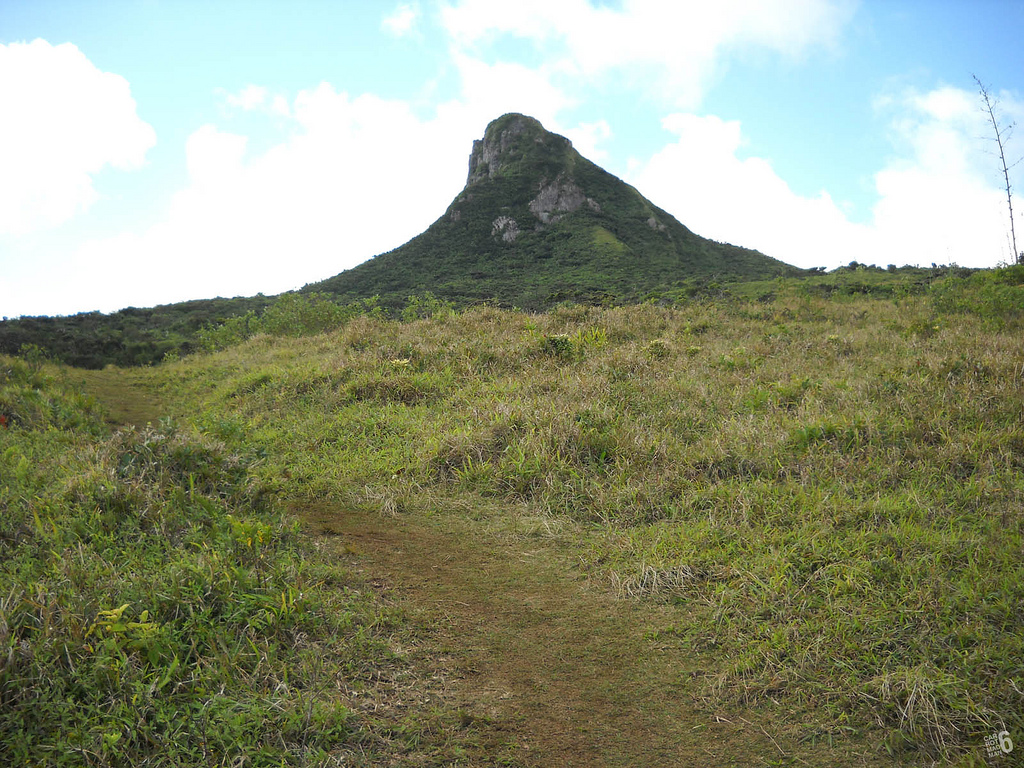
Le Pouce

- Le Pouce, 69 ha, en el centro-noroeste de la isla, entre 400 y 700 m de altitud. Es la tercera montaña más alta de Mauricio, con 812 m., después del Piton de la Petite Rivière Noire, de 828 m, y el Pieter Both, de 820 m. La pouce, el pulgar, viene de la forma puntiaguda e inclinada del monte. Se ve desde Port-Louis. Está en la sierra Moka, cerca de la ciudad de La Laura-Malenga, en el distrito de Moka. Está cubierta de guavas y acacias, aunque la flora endémica es Pandanus pseudomontanus, de la que quedan muy pocos ejemplares.
- Reserva natural de Cabinet, 18 ha, en el centro-sudoeste, al sur del río Tamarin.
- Gouly Pere, 11 ha, al sur de la isla.
- Bois sec, 6 ha, al sur de la isla.
- Islote Gabriel, 42 ha, al sudeste de la isla Plate al norte de Mauricio.
- Isla de las Serpientes, 31 ha, al norte de Mauricio.
- Isla Llana, 2,55 km², al oeste de la isla Plate.
- Coin de Mire (Gunner's Onion), 76 ha, en el extremo norte de Mauricio.
- Isla de las Marianas, 2 ha, al este de Mauricio.
- Isla de las Garcetas, 26 ha, islote al este de Mahebourg, en el este de Mauricio, en torno a los lechos de coral de cabo Desafortunado (Malhereux o Unfortunate). Es la isla más grande de la bahía de Grand Port, al este de Mauricio. Es el residuo de los últimos restos del bosque costero seco, que poblaba la mayor parte de Mauricio. El islote se vio afectada por la tala de árboles y el desmonte, y la introducción de especies exóticas de animales y plantas casi destruyó la fauna y flora nativas, desde la declaración como reserva natural se ha restaurado el bosque y reintroducido las especies que desaparecieron de la isla desde hace mucho tiempo.[10]
- Les Mares, 5 ha, al sur de la isla.
- Isla de los Cocos, 15 ha, al oeste de isla Rodrigues, 560 km al este de Mauricio.
- Isla de las Arenas, 8 ha, al oeste de isla Rodrigues, 560 km al este de Mauricio.
- Gran Montaña, 14 ha, en la isla Rodrigues, 560 km al este de Mauricio.
- Anse Quitor, 10 ha, al oeste de la isla Rodrigues, 560 km al este de Mauricio.

## Reservas de la biosfera

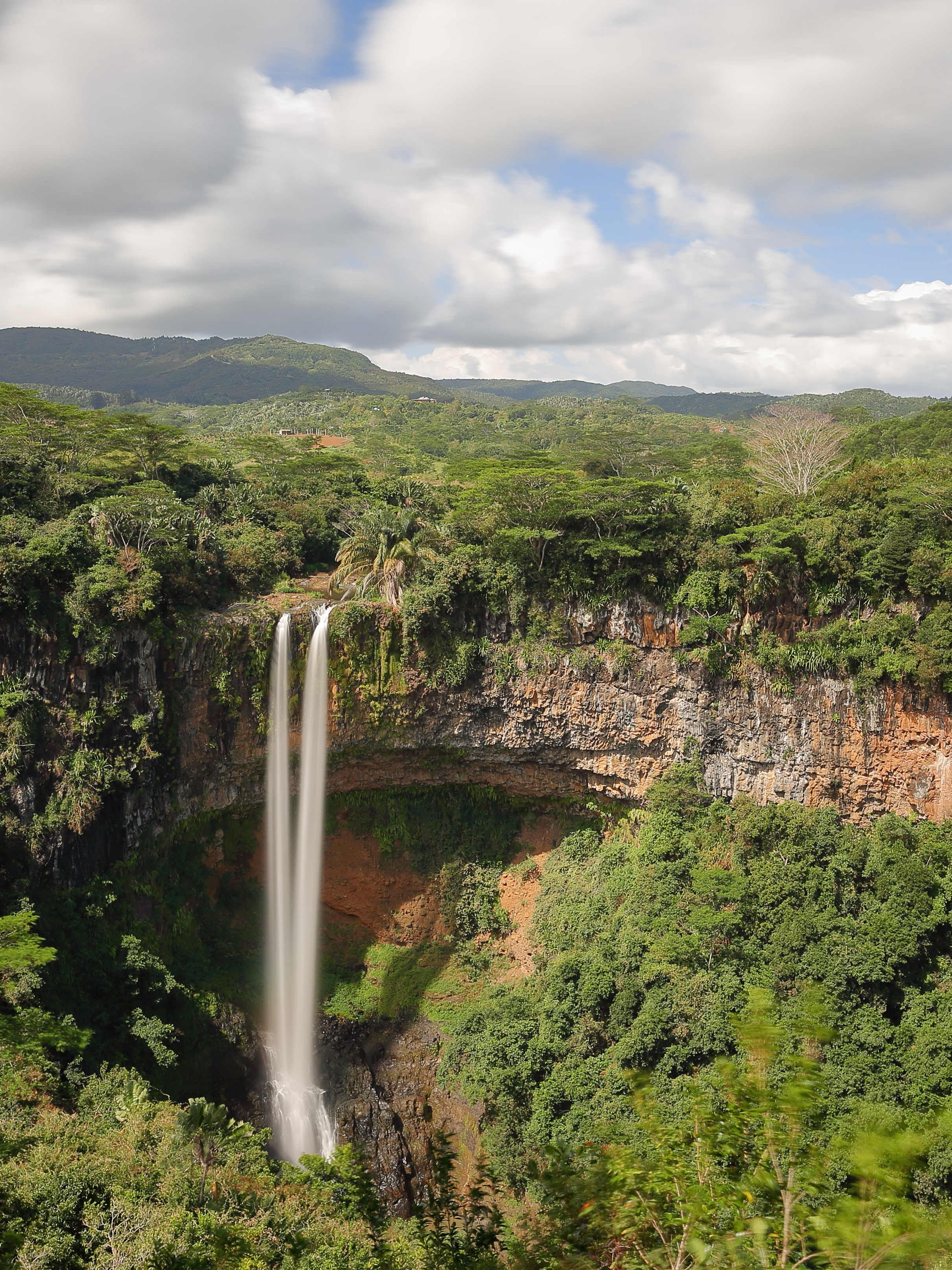
Cascadas Chamarel, en la reserva natural del Río Negro

- Reserva de la biosfera de las Gargantas de Río Negro-Bel Ombre, 85,82 km², en el sudoeste. 20°22' a 20°28'S; 57°24' a 57°28'E. Creada para conservar la vegetación endémica del bosque tropical perenne.[11] Anteriormente, Macchabee/Bel Ombre, de 36 km². En las zonas pantanosas hay Lycopodium spp., Pandanus spp., Sphagnum spp., etc.; Philippia/Phylica con Astelia hemichrysa, Coffea spp., Blechnum attenuatum, etc. El bosque tropical está dominado por Myrtaceae, Rubiaceae y Sapotaceae, incluyendo Sideroxylon grandiflorum, Ocotea cupularis, Tambourissa sieberi, etc. El bosque de media altura está formado principalmente por Labourdonnaisia glauca, Mimusops petiolaris y Diospyros spp.[12]

## Sitios Ramsar
- Humedal Pointe d'Esny, 22 ha, 20°25'36'S 057°43'11'E. Un raro ejemplo de humedal caracterizado por un manglar subtropical que contiene Rhizophora mucronata y la rara Bruguiera gymnorhiza, llanuras mareales y un cinturón que rodea el manglar de plantas tropicales. Es el hábitat de algunas especies amenazadas y las mariposas nativas Phalanta phalantha y Eurema floricola ceres. El humedal costero fluctúa con las lluvias y las mareas. El agua es salobre, con una mezcla de agua marina y agua dulce del interior de la isla. Esta amenazado por el crecimiento económico, una carretera costera, usos agrícolas y asentamientos humanos.[13]

- Parque marino Blue Bay, 353 ha, 20°27′S 57°42′E. Humedal costero reconocido por su paisaje submarino, con una fauna y una flora marina muy diversas (38 especies de coral de 28 géneros y 15 familias). Hay manglares, praderas submarinas y macro algas que constituyen el hábitat de 72 especies de peces y de la amenazada tortuga verde. Incluye la popular Blue Bay Beach, usada por la comunidad local y el turismo.[14]

- Santuario de aves del estuario Rivulet Terre Rouge, 26,4 ha, 20°07'59"S 57°28'59"E. Cerca de la capital, Port Louis. Zona de estuario con aguas marinas poco profundas, llanura de marea y zonas de arena y sal. Hay 14 especies de aves migratorias visitantes y tres especies endémicas de plantas.[15]

## Áreas de importancia para las aves

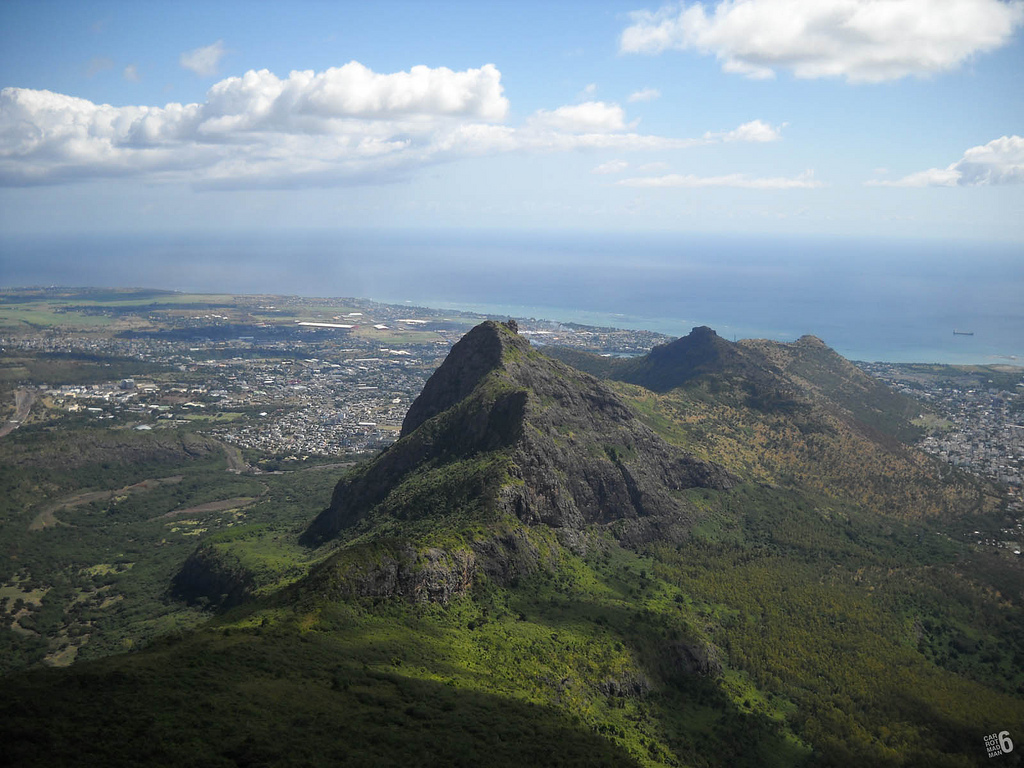
Montañas Moka

En Mauricio hay 16 IBAs (Áreas de importancia internacional para las aves) catalogadas por BirdLife International que ocupan 889 km². En la región hay 78 especies de aves, de las que 14 son endémicas y 12 están globalmente amenazadas.
- Parque nacional de las Gargantas del Río Negro, 60,6 km²
- Banco de Cargados Carajos, 438 km²
- Chamarel-Le Morne, 29 km². Está formado por dos picos, el Pitón de Fouge (596 m) y el Pitón Canot o pico Chamarel (530 m) y sus laderas en el extremo sudoeste de Mauricio, hasta casi el nivel del mar en el sur y el oeste, y hasta el río del Cabo o de Cap, al este.[16]
- Montañas de la costa oriental, 44 km². Comprende tres cadenas montañosas paralelas y desiguales en el centro este y sudeste de Mauricio, separadas por tierras de cultivo y cubiertas de bosque.[17]
- Islas Llana y Gabriel, 29,5 km²
- Gunner's Coin, 65 ha
- Macchabé-bosque Brise Fer, 37,8 km². El mayor fragmento de bosque virgen en el sudoeste de Mauricio, al norte del sistema de la Garganta del Río Negro. Incluye la meseta sobre la garganta, con las cascadas Tamarin. La meseta se halla a 550-660 m de altura y los escarpes caen casi hasta el nivel del mar. El pico más alto, Rempart, alcanza 777 m. Las lluvias disminuyen de este a oeste, desde 3500 mm a 1500 mm anuales en la zona costera.[18]
- Islote sudoriental de Mauricio, 36 ha. Isla circular, calcarenítica, en Grand Port Bay, a 900 m al sudeste de Mauricio. Es el resto de un arrecife del Pleistoceno que emergió hace 30.000 años cuando bajó el nivel del mar. Se halla en la zona seca de la isla, con solo 1400 mm de precipitación. Es reserva natural por la presencia de un bosque seco bajo con una única especie. Los otros ocho islotes, cerca de la isla de las Garcetas, tienen menos de 2 ha.[19]
- Montañas Moka, 21 km². Es una espectacular cadena montañosa cerca de Port Louis, en el noroeste de Mauricio. Los picos más altos son Pieter Both (823 m), La Pouce (812 m) y la montaña Ory (700 m).
- Plaine des Roches-Bras d'Eau, 24,6 km². La llanura de las Rocas (Plaine des Roches) es una zona lla de lava con muchas cavidades, tubos de lava, en las zonas bajas del nordeste seco de Mauricio. La tierra es muy pobre, no cultivable, con matorrales y árboles atrofiados de Eucalyptus tereticornis. Sin embargo, una porción que cubre 260 ha, la tierra estatal de Bras d'Eau (Brazo de agua) incluye 160 ha de especies no nativas plantadas, entre ellas 100 ha de eucaliptus. Las más comunes son araucarias, pero también Tabebuia pallida, Swietenia mahagoni, Cordia alliodora, Cassia fistula y árboles frutales.[20]
- Pont Bon Dieu, 10 ha. Un complejo de tubos de lava subterráneos que forman cuevas en el centro norte de Mauricio, en una zona rodeada de caña de azúcar.
- Bosques vírgenes de la meseta central, 175,7 km². Fragmentos de vegetación nativa en la meseta central de la isla (350-700 m)[21]
- Islotes de Rodrigues
- Isla Rodrigues
- Isla Redonda
- Isla Serpiente